# ۰ ژانویه
۰ ژانویه در حقیقت نامی دیگر برای ۳۱ دسامبر است.
۰ ژانویه در تقویم نجومی به یک روز قبل از ۱ ژانویه اشاره دارد. بر اساس مقیاس بین‌المللی ساعت ۱۲ زیجی تاریخ [۳۱ دسامبر] صِفر ژانویه ۱۹۰۰ میلادی، مبدأ استاندارد تعیین پارامترهای زمانی از جمله سال اعتدالی متوسط می‌باشد. بر اساس این مقیاس سال اعتدالی متوسط ۳۶۵٫۲۴۲۱۹۸۷۹ روز (۳۶۵روز و ۵ساعت و ۴۸دقیقه و ۴۵٬۹۷۵۴۵۶ثانیه) محاسبه گردید.
در مبدأ ستاره‌شناسی نیز J1900 به‌معنی ساعت ۱۲، ۳۱ دسامبر سال ۱۸۹۹ (۰ ژانویه ۱۹۰۰) میلادی است.